# Сааведра (Чилі)
Сааведра (ісп. Saavedra) - комуна в Чилі. Адміністративний центр комуни — селище Пуерто-Сааведра. Населення - 2679 осіб (2002). Селище і комуна входить до складу провінції Каутин і регіону Арауканія.
Територія комуни – 400,8 км². Чисельність населення – 13 736 мешканців (2007). Щільність населення - 34,27 чол./км².

## Розташування
Селище Пуерто-Сааведра розташоване за 72 км на захід від адміністративного центру області міста Темуко..
Комуна межує:
- на півночі - з комуною Карауе
- на сході - з комуною Карауе
- на півдні - з комуною Теодоро-Шмідт

На заході комуни розташований Тихий океан.

## Демографія
Згідно з даними, зібраними під час перепису Національним інститутом статистики, населення комуни становить 13 736 осіб, з яких 7057 чоловіків та 6679 жінок.
Населення комуни становить 1,47% від загальної чисельності населення регіону Арауканія. 74,73% належить до сільського населення та 25,27% - міське населення.